# Saturazione sensoriale
La saturazione sensoriale è una tecnica analgesica non-farmacologica per neonati, basata sul concetto che dando vari stimoli sensoriali al bambino durante un evento doloroso, questi stimoli competono con l'arrivo alla coscienza dello stimolo doloroso stesso, annullandolo. 
In pratica si tratta di somministrare al neonato una soluzione di acqua e zucchero sulla lingua, e contemporaneamente massaggiarlo e attrarne l'attenzione con la voce. La base fisiologica è la cosiddetta teoria del cancello (gate control theory) secondo cui l'arrivo dello stimolo tattile dalla periferia compete con lo stimolo doloroso, chiudendo dei "cancelli" neurali prima dell'arrivo di quest'ultimo. Anche l'amento di pressione intracranica prodotto dal dolore è rallentato se viene usata la saturazione sensoriale. La saturazione sensoriale è ormai entrata in varie linee-guida internazionali per la lotta al dolore. ed è utile strumento per l'infermiere pediatrico. Tale tecnica è stata proposta da Carlo Valerio Bellieni. Il suo nome si basa sulla competizione che vari stimoli offerti al neonato intrattiene con l'arrivo del dolore alla coscienza. Questi stimoli (tatto, voce, massaggio) aumentano l'effetto analgesico dello zucchero orale sia nel prematuro. che nel neonato a termine.

## Dolore del neonato
Le comuni definizioni di dolore sottolineano la natura soggettiva di questa sensazione, che in qualche misura dipende dalla capacità che abbiamo di manifestarlo Questo approccio mette in dubbio la possibilità di provare dolore da parte dei soggetti non verbali' Fino agli ultimi anni dello scorso secolo, veniva sottolineato che la parola dolore era inappropriate nel caso dei neonati, per I motive suddetti. Di conseguenza, anche le terapie analgesiche erano raramente somministrate ai neonati anche in caso di interventi chirurgici. Oramai però esistono chiare linee-guida per il dolore del neonato, in particolare per il dolore procedurale, cioè quello prodotto dalle procedure quotidiane invasive come le iniezioni muscolari, i prelievi di sangue.

## Analgesia non farmacologica
Durante queste procedure si usa una serie di approcci, tra i quali la somministrazione di saccarosio orale che però non riesce a dare un'analgesia completa.